# Markus Gygax
Markus Gygax (* 30. April 1950 in Solothurn) ist ein ehemaliger Schweizer Berufsoffizier (Korpskommandant).

## Biografie
Gygax absolvierte eine kaufmännische Lehre. Den Militärdienst absolvierte er bei der Luftwaffe, wofür er die Grundschulung noch auf dem Bücker absolvierte sowie auf der Pilatus P-3. Als Pilot von Kampfflugzeugen war er nach dem Übertritt zum Überwachungsgeschwader von 1974 bis 1983 Mitglied der Patrouille Suisse. Im Jahr 1978 absolvierte er eine Luftkampffluglehrerausbildung in den Vereinigten Staaten. 
1990 war er für ein Jahr zugeteilter Stabsoffizier des Chefs Operationen der Luftwaffe und ab 1994 Kommandant eines Fliegerregiments. Zusätzlich war er Leiter der Einführung des F/A-18 in die Schweizer Armee. 1998 wurde er zum Brigadier befördert und wurde Kommandant der Fliegerbrigade. 2003 wurde er Divisionär, Chef Operationen und Kommandant Stellvertreter der Schweizer Luftwaffe sowie ab 2004 Chef Einsatz und Kommandant Stellvertreter der Schweizer Luftwaffe. Am 21. Juni 2008 wurde er Interimskommandant der Schweizer Luftwaffe und per 1. März 2009 offiziell zum Kommandanten der Schweizer Luftwaffe ernannt. Am 31. Dezember 2012 gab er das Amt an Aldo C. Schellenberg ab und wurde pensioniert.
Er ist u. a. Mitglied der Sektion Schweiz der Clausewitz-Gesellschaft und seit 2015 Präsident der Stiftung Pro Aero zur Förderung der Schweizer Luftfahrt. Nach der Pensionierung frönte er dem Gleitschirmfliegen.